# Charles Siblot
Charles-Louis-Adrien Siblot est un acteur français, né le 29 mai 1871 à Vincennes et mort le 18 avril 1943 à Soisy-sur-Seine,,.

## Biographie
Il entre en 1903 à la Comédie-Française, avant d'en devenir le 345e sociétaire en 1909.
Il meurt le 18 avril 1943 et est inhumé au cimetière de Montmartre (division 21, ligne 4 depuis le chemin Berlioz, tombe 11).

## Théâtre

### Hors Comédie-Française
- 1901 : Brignol et sa fille d'Alfred Capus, théâtre de l'Odéon : Valpierre
- 1903 : Les Appeleurs d'Ambroise Janvier de La Motte, théâtre de l'Odéon : Jacquelin

### Comédie-Française
Entrée à la Comédie-Française en 1903
Nommé 345e sociétaire en 1909
Retraite en 1931
- 1903 : Le Gendre de monsieur Poirier d'Émile Augier et Jules Sandeau : Verdelet
- 1903 : Le Dédale de Paul Hervieu : le docteur
- 1904 : La Plus faible de Marcel Prévost : Remi
- 1904 : Le Paon de Francis de Croisset : Patu
- 1905 : Hyacinthe ou la Fille de l'apothicaire de Paul Gruyer : Léonidas
- 1905 : Don Quichotte de Jean Richepin d'après Miguel de Cervantes : Maître Nicolas
- 1905 : Les Plaideurs de Jean Racine : Dandin
- 1905 : Le Barbier de Séville de Beaumarchais : Bazile
- 1906 : Paraître de Maurice Donnay : M. Margès
- 1906 : Le Barbier de Séville de Beaumarchais : Bartholo
- 1906 : La Courtisane d'André Arnyvelde : un campagnard
- 1906 : Poliche de Henry Bataille : Lecointe
- 1907 : Le Gendre de monsieur Poirier d'Émile Augier et Jules Sandeau : Verdelet
- 1907 : Marion de Lorme de Victor Hugo : le crieur public
- 1907 : La Rivale de Henry Kistemaeckers et Eugène Delard : M. de Mortagne
- 1907 : L'Autre de Paul et Victor Margueritte : M. Forget
- 1907 : Les Plaideurs de Jean Racine : Chicaneau
- 1908 : Agnès mariée de Maurice Allou : Arnolphe
- 1908 : Simone d'Eugène Brieux : Burtin
- 1908 : Le Bon roi Dagobert d'André Rivoire : Odoric
- 1909 : Sire de Henri Lavedan : Docteur Cabat
- 1909 : Le Mariage de Figaro de Beaumarchais, mise en scène Raphaël Duflos : Brid'oison
- 1910 : Boubouroche de Georges Courteline : un vieux monsieur
- 1910 : Un cas de conscience de Paul Bourget et Serge Basset : Docteur Poncelet
- 1910 : La Comtesse d'Escarbagnas de Molière : M. Thibaudier
- 1914 : Les Femmes savantes de Molière : Chrysale
- 1914 : Georgette Lemeunier de Maurice Donnay : le général
- 1914 : Le Prince charmant de Tristan Bernard : M. Calvel
- 1915 : Le Mariage forcé de Molière : Sganarelle
- 1920 : L'Amour médecin de Molière, mise en scène Georges Berr : Sganarelle
- 1920 : Juliette et Roméo d'André Rivoire d'après William Shakespeare : Capulet
- 1920 : Les Effrontés d'Émile Augier, mise en scène Raphaël Duflos : Charrier
- 1921 : L'École des maris de Molière : Sganarelle
- 1921 : Le Sicilien ou l'Amour peintre de Molière, mise en scène Georges Berr : Dom Pèdre
- 1921 : Le Florentin(fragments) de Jean de La Fontaine : Harpagème
- 1921 : Monsieur de Pourceaugnac de Molière, mise en scène Georges Berr : Oronte
- 1922 : Les Fourberies de Scapin de Molière : Argante
- 1922 : Le Mariage forcé de Molière : Sganarelle
- 1922 : L'Amour veille de Gaston Arman de Caillavet et Robert de Flers : l'abbé Merlin
- 1923 : Le Dépit amoureux de Molière : Albert
- 1923 : Le Klephte d’Abraham Dreyfus : Praberneau
- 1923 : La Mégère apprivoisée de William Shakespeare : Baptisto
- 1924 : Les Fourberies de Scapin de Molière, mise en scène Charles Granval : Argante
- 1924 : La Dépositaire d'Edmond Sée : Morizot
- 1925 : Les Corbeaux de Henry Becque, mise en scène Léon Bernard : Vigneron
- 1925 : Le Chandelier d'Alfred de Musset : Maître André
- 1926 : Carmosine d'Alfred de Musset, mise en scène Pierre Fresnay : Maître Bernard
- 1926 : Il ne faut jurer de rien d'Alfred de Musset, mise en scène Pierre Fresnay : Van Buck
- 1926 : Le Cœur partagé de Lucien Besnard : Jean Coudray
- 1927 : Les Flambeaux de la noce de Saint-Georges de Bohélier : Tennemare
- 1928 : Le Philosophe sans le savoir de Michel-Jean Sedaine : Antoine
- 1928 : Sapho d'Alphonse Daudet et Adolphe Belot, mise en scène Émile Fabre : Césaire
- 1929 : Le Voyage de monsieur Perrichon d'Eugène Labiche et Édouard Martin : Marjorin

## Filmographie
- 1922 : Molière, sa vie, son œuvre de Jacques de Féraudy
- 1933 : Le Chasseur de chez Maxim's de Karl Anton : le chanoine